# Frede Klitgård
Frede Klitgård (født Klitgaard; 7. januar 1923 i Aarhus, død 5. juni 2015) var en dansk modstandsmand, tidligere politiker for DKP og journalist på Land og Folk. Han var  formand for foreningen Aktive Modstandsfolk, der repræsenterer de kommunistiske modstandsfolk fra Besættelsen. Nevø til nazisten Carl Max Klitgaard.

## Liv og karriere
Klitgård blev født på Trøjborgvej 44 i Århus, den 7. januar 1923. Forældrene var maleren Frede Marinus Klitgaard og hustruen Alma Johanne Jensen, forældrene var nogle år forinden 1918 blevet gift i Århus Domkirke. Han voksede op i et arbejderhjem i Aarhus, blev typograflærling og stod i lære ved Aarhus Stiftstidende.
Ved Danmarks besættelse i 1940 var Klitgård 17 år gammel. Han var kommunist, og efter Nazitysklands overfald på Sovjetunionen 1941 gik Klitgård i 1942, ind i modstandsbevægelsens arbejde. Omkring maj 1943 var der etableret en sabotagegruppe i Århus, som han blev medlem af, sammen med blandt andet unge smede og lærlinge fra Teknisk Skole. Gruppen begyndte med forbudte gadeprotester, men kastede sig snart over egentligt sabotagearbejde.
I efteråret 1943 blev Klitgård arresteret af dansk politi, da han på cykel transporterede sprængstoffer til Aarhus på bagagebæreren. Ved Viby indtraf en eksplosion, og han blev kastet af cyklen. Det vakte opmærksomhed, da Klitgård vågnede opdagede han en dansk betjent, som pegede på ham med en pistol.
Klitgård blev idømt livsvarigt tugthus ved en tysk krigsret og overført til Dreibergen ved Rostock. Mens andre sabotører blev dødsdømt og henrettet, overlevede Klitgård, fordi han var typograf og anvendelig i tugthuset. Ved befrielsen i maj 1945 sad han i kz-lejren Neuengamme og vejede 46 kg. Efter at have overlevet de kummerlige forhold kom Frede Klitgård hjem med de hvide busser.
Efter Befrielsen blev Klitgård generalsekretær i Danmarks Kommunistiske Ungdom (1947), senere journalist og virkede som korrespondent i Sovjetunionen for Land og Folk fra Stalins død i 1953 til 1957. Han var en af de Stalin-loyale danske kommunister, som brød med DKP under opgøret mellem Krustjovs nye linje og Kina og Albanien. Derefter blev Klitgård medstifter af den maoistiske Kommunistisk Arbejdskreds under ledelse af vennen og kollegaen Gotfred Appel, som samarbejdede med PFLP og senere blev splittet i Manifest-Kommunistisk Arbejdsgruppe, hvoraf Blekingegadebanden opstod.
Klitgård var i 1970erne aktiv i opbygningen af den Albanien-loyale marxistisk-leninistiske kommunistiske bevægelse i Danmarks Kommunistiske Parti/Marxister-Leninister, men blev i 1997 sammen med to andre ekskluderet af partiet og blev derefter medlem af Arbejderpartiet Kommunisterne, hvor han holdt foredrag og oplæg.
Klitgård blev i 1997 dømt for injurier mod tidskriftet Faklen.